# René Schöfisch
René Schöfisch (* 3. února 1962 Berlín) je bývalý východoněmecký a německý rychlobruslař.
Startoval na Zimních olympijských hrách 1984, kde v závodech na 5000 m a 10 000 m vybojoval shodně bronzové medaile. Zúčastnil se Mistrovství světa ve víceboji 1984 (15. místo). V dalších letech se účastnil pouze menších závodů nebo německých šampionátů, v lednu 1988 se představil v jediném závodě Světového poháru. Poslední starty absolvoval na začátku roku 1992. Mezi lety 1995 a 2006 se účastnil veteránských závodů.